# ذا دي تراين
ذا دي تراين (بالإنجليزية: The D Train)‏ هو فيلم درامي كوميدي أمريكي تم إنتاجه في سنة 2015، وهو من تأليف جراد بول ومن بطولة جاك بلاك وجيمس مارسدن وكاثرين هان وجيفري تامبور وكايل بورنهيمير وروسل بوسنر و مايك وايت وهينري زيبروفسكي ودينيس وليامسون، ومن إنتاج شرطة آي إف سي للافلام.

## القصة
دان لاندسمان هو شخص يدعي أن رجل أعمال جيد وهو خريج المدرسة العليا بعد 20 سنة يعود للالتقاء مع أوليفر لوليس الولد الأشهر عندما كان في المدرسة العليا والذي يعمل كمذيع وثم يمران بالمثير من المغامرات الكوميدية بينهم.

## البطولة
- جاك بلاك بدور دانييل غريغوري لاندسمان
- جيمس مارسدن بدور أوليفر لوليس[7]
- كاثرين هان بدور ستايسي
- جيفري تامبور بدور بيل شارمور
- راسل بوسنر بدور زاك لاندسمان
- كايل بورنهيمير بدور راندي
- مايك وايت بدور جيري
- هينري زابروفسكي بدور كرايغ
- دينيس وليامسون بدور أليسا

## وصلات خارجية
- ذا دي تراين على موقع IMDb (الإنجليزية)
- ذا دي تراين على موقع ميتاكريتيك (الإنجليزية)
- ذا دي تراين على موقع روتن توميتوز (الإنجليزية)
- ذا دي تراين على موقع نتفليكس (الإنجليزية)
- ذا دي تراين على موقع ألو سيني (الفرنسية)
- ذا دي تراين على موقع بوكس أوفيس موجو (الإنجليزية)
- ذا دي تراين على موقع فيلمافينيتي (الإسبانية)
- ذا دي تراين على موقع قاعدة بيانات الأفلام السويدية (السويدية)
- ذا دي تراين على موقع قاعدة بيانات الفيلم (الإنجليزية)
- ذا دي تراين على موقع ليتربوكسد (الإنجليزية)

- ذا دي تراين على قاعدة بيانات الأفلام على الإنترنت